# Florian Wiek
Florian Wiek (* 1972) ist ein deutscher Pianist.
Er studierte bei Pierre-Laurent Aimard und Günter Ludwig an der Musikhochschule Köln und dem Pariser Konservatorium und bei Volker Banfield an der Hamburger Musikhochschule.
1999 erhielt Wiek einen ersten Preis beim Concurs Internacional de Música Maria Canals Barcelona und einen Preis beim Deutschen Musikwettbewerb. Er konzertierte in der Berliner Philharmonie, der Kölner Philharmonie und der Hamburger Musikhalle und trat bei zahlreichen Festivals auf.
Seit Oktober 2004 ist Florian Wiek Professor für Klavier und Klavier-Kammermusik an der Stuttgarter Musikhochschule.
Einen Schwerpunkt seines Repertoires bildet die Musik der Wiener Klassik.